# 烏爾庫馬約區
烏爾庫馬約區（西班牙語：Distrito de Ulcumayo），是秘魯的一個區，位於該國中部胡寧大區的胡寧省，始建於1926年10月26日，面積1,002.13平方公里，海拔高度3,600米，2005年人口8,927，人口密度每平方公里8.9人。